# Лагюн
Район Лаґюн (фр. District des Lagunes) — один з 14 районів Кот-д'Івуару, знаходиться на південному-сході країни. Адміністративний центр — місто Дабу.

## Створення
Район Лаґюн був створений 28 серпня 2011 року після адміністративної реоформи у Кот-д'Івуар. Територія району складалася з колишніх областей Аньєбі та Лаґюн.

## Адміністративний поділ
Район Лаґюн ділиться на 3 регіони та 11 департаментів:
- Аньєбі-Тіасса (фр. l'Agnéby-Tiassa) — 606 852 осіб[4].
- Ме (фр. La Me) — 514 700 осіб[4].
- Ґран-Пон (фр. Grands Ponts) — 356 495 осіб[4].

## Населення
За даними перепису 2014 року, населення району Лаґюн становить 1 478 047 осіб.

## Клімат
У Районі Лаґюн саванний тропічний та тропічний мусонний клімат.